# Caroline Sageman
Caroline Sageman (ur. 29 sierpnia 1973 w Paryżu) – francuska pianistka; laureatka VI nagrody na XII Międzynarodowym Konkursie Pianistycznym im. Fryderyka Chopina (1990).

## Życiorys
Pochodzi z rodziny polsko-francuskiej. Grać zaczęła w wieku sześciu lat. Dwa lata później wygrała konkurs zorganizowany przez Radio France i wystąpiła wraz z orkiestrą w Sali Pleyela w Paryżu. Ukończyła studia muzyczne w Konserwatorium Paryskim. Wśród jej nauczycieli byli m.in. Nikita Magaloff, Miłosz Magin i Eugen Indjic.
W 1990 wzięła udział w Konkursie Chopinowskim, gdzie była jedną z najmłodszych uczestniczek. Dotarła do finału i zajęła VI miejsce. Po tym sukcesie występowała we Francji, Niemczech i innych krajach europejskich. Występowała też we francuskiej telewizji i radiu. Nagrała kilka płyt z muzyką Fryderyka Chopina, Ludwiga van Beethovena i Ferenca Liszta dla wytwórni Lyrinx.